# جیسون وانگ
جیسون وانگ (انگلیسی: Jason Wong؛ زادهٔ ۱۹۸۶) بازیگر اهل بریتانیا است.
از فیلم‌ها یا مجموعه‌های تلویزیونی که وی در آن‌ها نقش داشته‌است، می‌توان به گمشده، آقایان و شاهد خاموش اشاره نمود.
همچنین نقش کوتاهی در فیلم
مرغ مگس خوار یا رستگاری با بازیگری جیسون استاتهم داشته‌ است که در نقش یکی از افراد گانگستر چینی بازی می کند